# SLAMF7
SLAMF7 (CD319) — мембранный белок, продукт гена человека SLAMF7. Белок входит в семейство сигнальных лимфоцитарных молекул активации (англ. Signaling lymphocytic activation molecule, SLAM).
Является маркёром нормальных плазматических клеток и злокачественных плазматических клеток при множественной миеломе. В отличие от типического маркёра плазматических клеток CD138 SLAMF7/CD319 — более стабильный белок, что позволяет использовать его для выделения злокачественных плазматических клеток из долгохранившихся и даже замороженных образцов.

## Роль в терапии
SLAMF7 является мишенью терапевтического моноклонального антитела элотузумаб, использующегося при рецидивах миеломной болезни.

## Структура
Белок состоит из 313 аминокислот, молекулярная масса 37,4 кДа. Внеклеточный участок содержит Ig-домены типов V и C2, 7 участков N-гликозилорования и 2 дисульфидные связи.